# Dakota (singolo)
Dakota è un singolo del gruppo rock gallese Stereophonics, pubblicato nel 2005 ed estratto dal loro quinto album in studio Language. Sex. Violence. Other?.

## Tracce
- CD/7"

1. Dakota
2. Long Way Round

## Video
Il videoclip della canzone è stato girato in Dakota del Sud.

## Formazione
- Kelly Jones – voce, chitarra, piano
- Richard Jones – basso
- Javier Weyler – batteria

## Promozione
Il DJ della BBC Radio 1 Jo Whiley è stato il primo a suonare "Dakota" in onda nella rete radiofonica nel 4 gennaio 2005. Kelly e Richard Jones hanno presentato la canzone come parte dei "10 album da tenere d'occhio per il 2005" di Radio 1. 